# ヴァフタング1世 (ムフラニ公)
ムフラニ公ヴァフタング1世（グルジア語: ვახტანგ I მუხრანბატონი、グルジア語ラテン翻字: Vakhtang I Mukhranbatoni、1511年 – 1580年10月1日）は、カルトリ王国の貴族（タヴァディ）。バグラティオニ王家の傍系であるムフラニ家の創始者バグラト1世の嫡男で、1539年にムフラニのバトニ（公）となった。また同時に内カルトリ軍管区の職権上の司令官でもあった。カルトリ王シモン1世がサファヴィー朝イランの捕虜となった際には親サファヴィーのダーウード・ハーン政権に対抗するため、貴族たちはヴァフタングを摂政に任命した（1569年–1579年）。

## 家系
ヴァフタングはムフラニ家の創始者であるバグラト1世の嫡男として生まれた。バグラトの父で、ヴァフタングの祖父にあたるコンスタンティネ2世は、統一ジョージア王国における形式上の最後の王であった。カルトリ王ルアルサブ1世は従兄にあたり、ルアルサブ1世の子シモン1世は従甥にあたる。弟にはアショタンとアルチルが、妹にはデディシメディがいた。

## ムフラニ公
ヴァフタングは1539年に父バグラト1世が修道院に隠遁したことを受けて、ムフラニ公の地位を継承した。ムフラニは敵対するカヘティ王国と国境にある緩衝地帯であり、ヴァフタングはムフラニ家の当主として、幾度かの軍事衝突を経験した。1554年、サファヴィー朝イランの侵攻により、ヴァフタングとその家族は一時的にサムツヘ公国に亡命することを余儀なくされた。弟の一人であるアルチルは1557年にサファヴィー朝に捕らえられ、もう一人の弟アショタンは1561年にプホヴィの山岳民族がムフラニを襲撃した際に殺害された。

## カルトリの摂政
1569年、サファヴィー朝イランのシャー・タフマースブ1世はカルトリ王シモン1世を捕虜にすると、シモン1世の弟ダヴィト（ダーウード・ハーン）をカルトリ王とした。カルトリ国内のキリスト教徒の貴族のほとんどは、イスラム教徒であったダヴィトを君主として認めず、ヴァフタングをカルトリの摂政とした。これによりダヴィトの権限は、イラン軍が厳しく管理する地域に限定された。1578年、カルトリは再びオスマン・サファヴィー戦争の戦場となった。ダーウード・ハーンは首都トビリシを焼き払い、ララ・ムスタファ・パシャ率いるオスマン帝国の軍にトビリシを明け渡しした。ヴァフタングはカルトリの摂政として戦乱を終わらせるため、アミラフヴァリ公バルジムとクサニ公エリズバルを派遣し、合意を成立させた。この合意について18世紀の歴史家ヴァフシティ・バグラティオニは「滅亡から人々を救った」と述べている。
1578年10月、シャーによる捕虜から解放されたシモン1世はカルトリに戻り、オスマン帝国の守備隊や、古くからの敵を攻撃した。その中で旧敵の一人アミラフヴァリ公バルジムが捕縛された際、ヴァフタングは仲裁に入ったが、ヴァフタングもまたケフヴィ城に投獄された。この件についてはシモンの妃ネスタン＝ダレジャンが諫めたことで、ヴァフタングはすぐに釈放された。ヴァフタングはその後間もなく1580年に死去。ヴァフタングの甥エレクレ1世の摂政のもと、息子テイムラズがムフラニ公を継いだ。

## 結婚と子供
ヴァフタングはカヘティ王レヴァンの娘ホラムゼと結婚し、男子3人――テイムラズ1世、カイホスロ、バグラト――をもうけた。歴史家キリル・トゥマノフの研究では、このうちテイムラズとバグラトは同一人物であったと見なしている。